# Rolls-Royce Ghost I
La Ghost est une automobile du constructeur britannique Rolls-Royce, filiale du groupe allemand BMW. Il s'agit de la deuxième Rolls-Royce créée sous la direction de BMW.

## Présentation
La Rolls-Royce Ghost est construite en Angleterre à Goodwood, dans la nouvelle usine construite par BMW. Son nom provient de la Silver Ghost de 1906.
En 2014, la Ghost restylée est présentée.

## Caractéristiques techniques

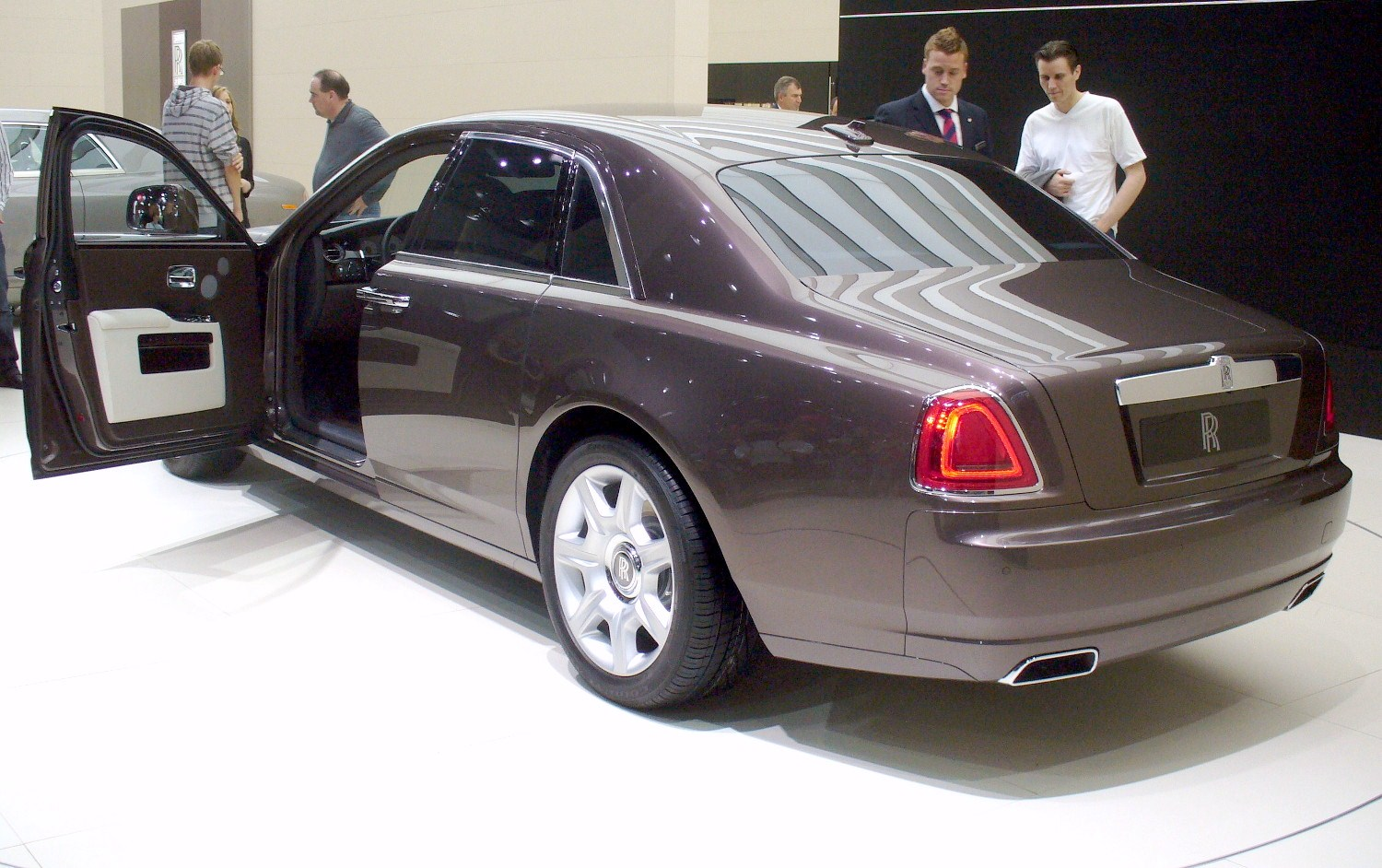
Arriére de la Rolls-Royce Ghost.

La Ghost est conçue par Ian Cameron et fabriquée par Helmut Rield. Ce dernier a dirigé le développement de la grande Rolls-Royce Phantom. Au cours de sa phase de conception, la voiture avait pour nom de code « RR04 ». Ses concurrentes les plus directes sont la Bentley Continental Flying Spur et la Bentley Mulsanne pour la version longue.
Reprenant le style de la Phantom, la Ghost fait néanmoins 40 centimètres de moins en longueur que celle-ci, afin de convenir à une autre type de clientèle que celle de la Phantom. À partir de 2011, une version rallongée de 17 cm est proposée. 
La Ghost emprunte 20 % de ses pièces à la plate-forme de la BMW F01 qui équipe la BMW Série 7. La voiture a un empattement, une hauteur de toit, une hauteur de capot et des largeurs de voies qui lui sont propres. Les pièces issues de la BMW Série 7 sont utilisées pour les parties fonctionnelles de la voiture et sont invisibles du conducteur. Le moteur est un V12 bi-turbo de 6,6 litres à injection directe avec calage variable de soupapes couplé à une boîte automatique à huit rapports. La voiture pèse 2 470 kg.

### Motorisations
|                      | V12 biturbo            | V12 biturbo |
| -------------------- | ---------------------- | ----------- |
| Moteur               | 12-cylindres en V      |             |
| Cylindrée            | 6 592 cm3              |             |
| Puissance            | 570 ch                 |             |
| Couple               | 780 N m                |             |
| Accélération         | 0 à 100 km/h en 4,9 s  |             |
| Transmission         | Propulsion             |             |
| Boîte de vitesses    | Automatique 8 vitesses |             |
| Consommation (mixte) | 13,6 l/100 km          |             |
| CO2                  | 317 g/km               |             |
| Masse (DIN)          | 2 435 kg               |             |

## Concept car

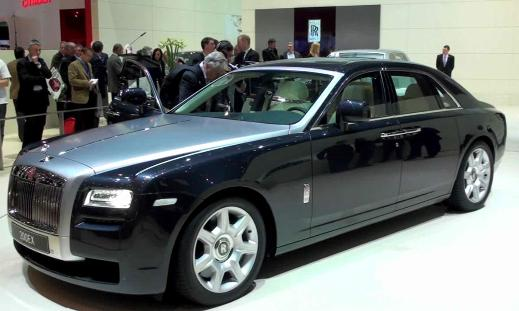
Rolls-Royce 200EX.

La Ghost est préfigurée par le concept car Rolls-Royce 200EX présenté lors du salon de l'automobile de Genève en mars 2009. 